# Lijst van bekende Belgische en Nederlandse schakers
Dit artikel bevat een lijst van bekende  Belgische en Nederlandse schakers, gevolgd door een aparte lijst met bekende vrouwelijke Belgische en Nederlandse schakers. Deze kunnen bekend zijn vanwege hun spelprestaties, maar ook om andere redenen. Als het spelprestaties betreft, dan geldt voor opname in deze lijst als indicatie een KNSB- of FIDE-rating vanaf 2300 (mannen) of 2100 (vrouwen). Bij voorkeur is er een bron waaruit de bekendheid blijkt.

## Verklaring van de afkortingen
Bij schakers die een titel hebben staat deze vermeld, waarbij
CM = kandidaat-meester
FM = FIDE-meester
IM = internationaal meester
GM = grootmeester
WCM = vrouwelijke kandidaat-meester
WFM = vrouwelijke FIDE-meester
WIM = vrouwelijke internationaal meester
WGM = vrouwelijke grootmeester
HGM = 'honorary grandmaster'
HM = 'honorary master'
GMc = internationaal grootmeester correspondentieschaken
SIMc = senior internationaal meester correspondentieschaken
IMc = internationaal meester correspondentieschaken
LGMc = vrouwelijk internationaal grootmeester correspondentieschaken
LIMc = vrouwelijk internationaal meester correspondentieschaken
De toevoeging c geeft aan dat het een titel in het correspondentieschaak betreft. De nationaliteit is afgekort met B of NL.

## Schakers

### A
- Michiel Abeln . . (NL) . . FM
- Arthur Abolianin . . (B 1966) . . IM
- Miguoel Admiraal . . (NL 1994) . . IM
- Martin Ahn . . (B 1972) . . FM
- Jaap Amesz . . (NL 1982) CM
- Erwin l'Ami . . (NL 1985) . . GM
- Floris van Assendelft . . (NL 1985)

### B
- John van Baarle . . (NL) . . FM
- Sven Bakker . . (NL 1978)
- Chris Baljon . . (NL)
- Günther Ballon . . (NL) . . FM
- Wim Barbier . . (B 1960)
- Johan Barendregt . . (NL)
- Hans Bartels . . (NL) . . FM
- Etienne Bauduin . . (B 1970) . . FM
- César Becx . . (NL) . . FM
- Lucien van Beek . . (NL 1979) . . IM
- Eddy Van Beers . . (B 1973) . . IM
- Carel van den Berg . . (NL)
- Hilke van den Berg . . (NL)
- Joost Berkvens . . (NL 1981) . . IM
- Rob Bertholee . . (NL) . . FM
- Stefan Beukema . . (B 1996) . . IM
- Marcel Beulen . . (NL) . . FM
- Arno Bezemer . . (NL 1967)
- Ali Bitalzadeh . . (NL 1989) . . FM
- Albert Blees . . (NL 1962) . . IM
- Stefan van Blitterswijk . . (NL 1976) . . IM
- Jan Boer . . (NL)
- Gert Jan de Boer . . (NL 1959) . . IM
- Paul Boersma . . (NL 1948) . . IM
- Josef Boey . . (B 1934) . . IM, GMc
- Jan Bogaerts . . (B 1964) . . FM
- Hans Böhm . . (NL 1950) . . IM
- Benjamin Bok . . (NL 1995) . . GM
- Victor Angel Bolzoni . . (B 1962) . . FM
- Frans Borm . . (NL 1950) . . IM
- Manuel Bosboom . . (NL) . . IM
- Jeroen Bosch . . (NL 1970) . . IM
- Michiel Bosman . . (NL) . . FM
- Hans Bouwmeester . . (NL 1929) . . IM, GMc
- Daan Brandenburg . . (NL 1987) . . GM
- Henk Bredewout . . (NL)
- Joris Brenninkmeijer . . (NL 1969) . . IM
- Guido den Broeder . . (NL 1957) . . FM
- Jasper Broekmeulen . . (NL 1987)
- Rob Brunia . . (NL 1947 - 2005)
- Twan Burg . . (NL 1990)
- Thibaut Vandenbussche . . (B 1987) . . M

### C
- Rob Caessens . . (NL) . . FM
- Helmut Cardon . . (NL 1963) . . IM
- Bruno Carlier . . (NL 1956) . . IM
- Ekrem Cekro . . (B 1950) . . IM
- Vladimir Chuchelov . . (B 1969) . . GM
- Roberto Cifuentes Parada . . (NL 1957) . . GM
- Jeroen Claesen . . (B 1974) . . FM
- Pieter Claesen . . (B 1971) . . IM
- Edgar Colle . . (B 1897 - 1932 )
- Gorik Cools . . (B 1964) . . FM
- Frans Cornelis . . (B 1942) . . FM
- Nicolaas Cortlever . . (NL 1915)
- Frans Cuijpers . . (NL 1962) . . IM

### D
- Ruurd Dam . . (NL) . . FM
- Martijn Dambacher . . (NL 1979) . . GM
- Daniel Dardha . . (B 2005) . . GM
- Alain Defize . . (B 1953) . . FM
- Jop Delemarre . . (NL 1977) . . IM
- Gunter Deleyn . . (B 1955) . . FM
- Merijn van Delft . . (NL 1979) . . IM
- Alex Denijs . . (B 1958) . . FM
- Alexandre Dgebuadze . . (B 1971) . . GM
- Alessandro di Bucchianico . . (NL 1987)
- Roy Dieks . . (NL 1956 - 2004)
- Stefan Docx . . (B 1974) . . FM
- Erik van den Doel . . (NL 1979) . . GM
- J.H. Donner . . (NL 1927 - 1988) . . GM
- Arend van Dop . . (NL) . . FM
- Rudy Douven . . (NL 1961) . . IM
- Ashote Draftian . . (B 1955)
- Peter Drost . . (NL 1988)
- Yves Duhayon . . (B 1954)
- Richard Duijn . . (NL 1971) . . FM
- Arthur Dunkelblum . . (B 1906 - 1979) . . IM
- Charles Eliza Adrien Dupré . . (NL 1827 – 1907)
- Marc Dutreeuw . . (B 1960) . . IM

### E
- Bert Enklaar . . (NL 1943 - 1996) . . IM
- Sipke Ernst . . (NL 1979) . . GM
- Marc Erwich . . (NL) . . IM
- Johannes Esser . . (NL 1877 - 1946)
- Maarten Etmans . . (NL 1939)
- Max Euwe . . (NL 1901 - 1981) . . GM, WK
- Wim Eveleens . . (NL)
- John Elburg..NL

### F
- Rob Faase . . (NL)
- Jakub Filipek . . (B 1979) . . FM
- Arnold van Foreest . . (NL 1863 - 1954)
- Dirk van Foreest . . (NL 1862 - 1956)
- Jorden van Foreest . . (NL 1999) . . GM
- Lucas van Foreest . . (NL 2001) . . GM
- Helmut Froeyman . . (B 1976) . . FM
- Andrija Fuderer . . (voormalig Joegoslavië 1931) . . GM

### G
- Mark Geenen . . (B 1961) . . FM
- Dick van Geet . . (NL 1932 - 2012) . . IM, GMc
- Steven Geirnaert . . (B 1983) .. IM
- Peter Gelpke . . (NL 1962) . . IM
- Dirk Jan ten Geuzendam . . (NL 1957)
- Anish Giri . . (NL 1994) . . GM
- Flip Goldstern . . (NL) . . FM
- Ralf Gommers . . (NL)
- Johan Goormachtigh . . (B 1955) . . FM
- Carol-Peter Gouw . . (NL 1961)
- Christophe Gregoir . . (B 1984) . . FM
- Jan Willem van de Griendt . . (NL) . . FM
- Joey Grochal . . (NL) . . FM
- Herman Grooten . . (NL 1958) . . IM
- Cemil Gulbas . . (B 1980) . . FM

### H
- Eric de Haan . . (NL) . . FM[1]
- Anne Haast . . (NL)
- Mark Haast . . (NL)
- Edwin van Haastert . . (NL 1974) . . IM
- Henk Hage . . (NL 1943 - 2001) . . IMc
- Henk Happel . . (NL) . . FM
- Rob Hartoch . . (NL 1948 - 2009) . . IM
- Stephane Hautot . . (B 1980) . . FM
- Wim Heemskerk . . (NL 1959) . . IM
- Klaas de Heer . . (NL)
- Jan Helsloot . . (NL 1960) . . IM
- Willy Hendriks . . (NL 1966) . . IM
- Hugo ten Hertog . . (NL 1994) . . IM
- Luc Henris . . (B 1959) . . FM
- Tan Hoan Liong . . (Indonesië)
- Erik Hoeksema . . (NL 1962) . . IM
- David van der Hoeven . . (NL 1969) . . GMc
- Leo Hofland . . (NL) . . FM
- Theo Hommeles . . (NL 1962) . . FM
- Joost Hoogendoorn . . (NL) . . FM
- Piet van der Houwen . . (NL) . . SIMc
- Thomas Huesmann . . (B 1961) . . FM
- Albert Huisman . . (NL)
- Mehr Hovhanisian . . (Armenië) GM

### J
- Michel Jadoul . . (B 1957) . . IM
- Jaap de Jager . . (NL)
- Han Janssen . . (NL) . . FM
- Ruud Janssen . .  (NL 1979) . . GM
- Jelmer Jens . . (NL 1982) . . IM
- Migchiel de Jong . . (NL 1972) . . FM
- Jan-Willem de Jong . . (NL) . . IM
- Tom de Jong . . (NL) . . FM
- Bruno De Jonghe . . (B 1956) . . FM
- Lex Jongsma . . (NL)
- Harmen Jonkman . . (NL 1975) . . GM

### K
- Robin van Kampen .. (NL) .. GM
- Bart Karstens . . (NL 1975) . . FM
- Leo Kerkhoff . . (NL 1944 - 2007)
- Raoul van Ketel . . (NL 1971) . . FM
- Hans Klarenbeek . . (NL) . . IM
- Mark Klarenbeek . . (NL) . . FM
- Hans Klip . . (NL) . . FM
- Eric Knoppert . . (NL) . . FM
- Aran Kohler . . (NL 1961)
- Joop Kolenbrander . . (NL 1944)
- George Koltanowski . . (B 1903 - 2000)
- Ramon Koster . . (NL 1983) . . FM
- Tim Krabbé . . (NL 1943)
- Haije Kramer . . (NL 1917 - 2004) . . GMc
- Frank Kroeze . . (NL 1973) . . IM
- Maarten van 't Kruijs . . (NL 1813 - 1885)
- Hans Kuijf . .  (NL)
- Rini Kuijf . . (NL) . . IM
- Frans Kuijpers . . (NL 1941) . . IM
- Eelco Kuipers . . (NL 1977)
- Stefan Kuipers . . (NL 1990) . . FM
- Alexander Kukush . . (B 1957)

### L
- Piet de Laat . . (NL)
- Marc Lacrosse . . (B 1958) . . FM
- Rick Lahaye . . (NL 1983)
- Hing Ting Lai . . (NL 1997)
- Salo Landau . . (Polen 1903 - 1944)
- Ron Langeveld . . (NL 1966) . . GMc
- Kick Langeweg . . (NL 1937) . . IM
- Bruno Laurent . . (B 1975) . . IM
- Kim Le Quang . . (B 1971) . . FM
- Koen Leenhouts . . (NL) . . IM
- Oscar Lemmers . . (NL 1972) . . IM
- Gert Ligterink . . (NL 1949) . . IM
- Rudolf Loman . . (NL 1861 - 1932)
- Sander Los . . (NL) . . FM

### M
- Thibaut Maenhout . . (B 1989) . . FM
- Wim Maes . . (B 1972) . . FM
- Vadim Malathatko . . (B 1977) . . GM
- Rudolf Maliangkay . . (NL) . . GMc
- Max Marchand . . (NL 1888 – 1957)
- Joost Marcus . . (NL) . . FM
- Andy Marechal . . (B 1978) . . FM
- Martin Martens . . (NL 1970) . . IM
- Jan Van Mechelen . . (B 1966) . . FM
- Hein Meddeler . . (NL)
- Rudolf Meessen . . (B 1968) . . FM
- Richard Meulders . . (B 1951) . . FM
- Bart Michiels . . (B 1986) . . GM
- Joost Michielsen . . (NL 1987)
- Tom Middelburg . . (NL 1980) . . IM
- Johan van Mil . . (NL 1959 - 2008) . . IM
- Arne Moll . . (NL 1973)
- Jan van de Mortel . . (NL) . . IM
- Henk Mostert . . (NL 1925 - 2002)
- Pierre Moulin . . (B 1963) . . FM
- Kor Mulder van Leens Dijkstra . . (NL) . . GMc

### N
- Niek Narings . . (NL 1970)
- Pieter Nieuwenhuis . . (NL)
- Friso Nijboer . . (NL 1965) . . GM
- Predrag Nikolić . . (NL 1960) . . GM
- Jeroen Noomen . . (NL 1966)
- Daniël Noteboom . . (NL 1910 - 1932)

### O
- Alberic O'Kelly de Galway . . (B 1911 - 1980) . . GM
- Menno Okkes . . (NL) . . FM
- Adolf Olland . . (NL 1867 - 1935)
- Joop van Oosterom . . (NL) . . GMc, WKc
- Arthur van de Oudeweetering . . (NL 1966) . . IM
- Ronald Overveld . . (NL)

### P
- Max Pam . . (NL 1946)
- Marcel Peek . . (NL 1961) . . IM
- Maurice Peek . . (NL 1976)
- Piet Peelen . . (NL 1965) . . IM
- Bonno Pel . . (NL 1974)
- Gerard van Perlo . . (NL)
- Daniel Pergericht . . (B 1956) . . FM
- Tom Piceu . . (B 1978) . . FM
- Gert Pieterse . . (NL) . . IM
- Jeroen Piket . . (NL 1961) . . GM
- Joop Piket . . (NL)
- Marcel Piket . . (NL) . . FM
- Dietmar Pillhock . . (NL  † 2001)
- Rudi Planta . . (NL)
- Bas van de Plassche . . (NL ) . . FM
- Leon Pliester . . (NL 1954) . . IM
- Richard Polaczek . . (B 1965) . . IM
- Lodewijk Prins . . (NL 1913 - 1999) . . GM
- Roeland Pruijssers . . (NL) . . GM

### R
- Hans Ree . . (NL 1944) . . GM
- Jan van Reek . . (NL)
- Dimitri Reinderman . . (NL 1972) . . GM
- Liafbern Riemersma . . (NL 1967) . . IM
- Anton van Rijn . . (NL 1964) . . CM
- Wouter van Rijn . . (NL 1976)
- Robert Ris . . (NL) . . IM
- Marcel Roofthoofd . . (B 1952) . . FM
- Jan Rooze . . (B 1947) . . FM
- Vincent Rothuis . . (NL 1990)
- Alexander Rueb . . (NL 1882 - 1959)
- Dennis Ruijgrok . . (NL 1985)

### S
- Daniel Sadkowsky . . (B 1961) . . FM
- Danial Saibulatov . . (B 1970) . . IM
- Hendrik Sarink . . (NL 1922) . . GMc
- Glen De Schampheleire . . (B 1992) . . IM
- Hennie Schaper . . (NL 1927)
- Peter Scheeren . . (NL) . . IM
- Theo van Scheltinga . . (NL)
- Dick Schenkeveld . . (NL)
- Eddie Scholl . . (NL 1944)
- Casper Schoppen . . (NL 2002) . . GM
- Nico Schouten . . (NL)
- Petra Schuurman . . (NL) . . FM
- Fred Slingerland . . (NL 1972)
- Jan Smeets . . (NL 1985) . . GM
- Dick Smit . . (NL 1923 – 1996) . . GMc
- Ivan Sokolov . . (NL 1969) . . GM
- Maarten Solleveld . . (NL 1979) . . GM
- Genna Sosonko . . (Rusland 1943) . . GM
- Abraham Speijer . . (NL 1873) . . IM
- Hein van de Spek . . (NL)
- Wouter Spoelman . . (NL 1990) . . GM
- Remco Sprangers . . (NL 1985) . . CM
- Jaap Staal . . (NL 1932) . . IMc
- Coen Stehouwer . . (NL) . . FM
- Elias Stein . . (NL 1748 - 1812)
- Daniël Stellwagen . . (NL 1987) . . GM
- Paul van der Sterren . . (NL 1956) . . GM
- Geert Van der Stricht . . (B 1972) . . IM
- Tjapko Struik . . (NL 1986)
- Antoon Stuart . . (NL )
- Robin Swinkels . . (NL) . . GM

### T
- Bram van der Tak . .  (NL je bi 1935) . . IMc
- Kevin Tan . . (NL 1986)
- Henk Temmink . . (NL 1952) . . IMc
- Hans ten Berge . . (NL 1979)
- Albert Termeulen . . (NL 1965)
- Paulus Thoeng . . (B 1964) . . FM
- Jan Timman . . (NL 1951) . . GM
- Ton Timman . . (NL)
- Robert Timmer . . (NL) . . FM
- Gert Timmerman . . (NL) . . GMc, WKc
- Sergej Tiviakov . . (NL 1973) . . GM
- Peter Tolk . . (NL) . . FM

### V
- Serge Vanderwaeren . . (B 1964) . . FM
- Pascal Vandevoort . . (B 1971) . . IM
- Jeroen Vanheste . . (NL 1964) . . IM
- Henk Vedder . . (NL)
- Jan van der Veen . . (NL)
- Willem Jan Louis Verbeek . . (NL 1820-1888)
- Frederic Verduyn . . (B 1976)
- Jef Verwoert . . (NL 1969)
- Henk-Jan Visser . . (NL 1980)
- Yge Visser . . (NL 1963) . . GM
- Ele Visserman . . (NL 1922 - 1978)
- Jeffrey van Vliet . . (NL 1986)
- Fred van der Vliet . . (NL) . . FM
- Jaap Vogel . . (NL) . . FM
- Corry Vreeken . . (NL 1928) . . WGM
- Dennis de Vreugt . . (NL 1980) . . GM
- Liam Vrolijk . . (NL 2002) . . IM
- Enrico Vroombout . . (NL 1972)
- Jeroen Vuurboom . . (NL)

### W
- Mathias de Wachter . . (B 1979) . . FM
- Fabrice Wantiez . . (B 1971) . . FM
- Ronny Weemaes . . (B 1955) . . IM
- Henri Weenink . . (NL 1892 - 1931)
- Xander Wemmers . . (NL) . . FM
- Karel van der Weide . . (NL 1973) . . GM
- Piet van der Weide . . (NL)
- Gerard Welling . . (NL 1959) . . IM
- Loek van Wely . . (NL 1972) . . GM
- Mark van der Werf . . (NL 1968) . . IM
- Jan Werle . . (NL 1984) . . GM
- Rudy van Wessel . . (NL 1973) . . FM
- Ronald Weyerstrass . . (NL) . . IMc
- John van der Wiel . . (NL 1959) . . GM
- Eelke Wiersma . . (NL 1973) . . IM
- Cor van Wijgerden . . (NL 1950) . . IM
- Jeroen Willemze . . (NL 1979)
- Thomas Willemze . . (NL 1982) . . IM
- Luc Winants . . (B 1963 - 2023) . . GM
- Jan de Wit . . (NL) . . FM
- Tex de Wit . . (NL 1986) . . FM
- Rob Witt . . (NL) . . FM
- Michael Wunnink . . (NL 1979)
- Emile Wüstefeld . . (NL 1969)

### X Y Z
- Wieb Zagema . . (NL) . . FM
- Coen Zuidema . . (NL 1942) . . IM
- Philip Julius van Zuylen van Nyevelt . . NL (1743 - 1826)

## Schaaksters
- Erika Belle . . (NL 1956) . . WIM
- Anne-Marie Benschop . . (NL 1969) . . WIM
- Marlies Bensdorp . . (NL 1985) . . WIM
- Laura Bensdorp . . (NL 1985) . . WFM
- Sandra de Blecourt . .  (NL) . . WFM
- Iwona Bos-Swiecik . . (NL) . . WIM
- Carla Bruinenberg . . (NL) . . WFM
- Mariëtte Drewes . . (NL) . . WFM
- Joyce Fongers . . (NL 1980)
- Machteld van Foreest . . (NL 2007)
- Biaina Geragousian . . (NL 1988)
- Ada van der Giessen . . (NL 1973)
- Irina Gorshkova . . (B 1977) . . WIM
- Heleen de Greef . . (NL 1965) . . WIM
- Monique van de Griendt . . (NL 1968)
- Anne Haast . . (NL)
- Desiree Hamelink . . (NL 1981) . . WIM
- Jessica Harmsen . . (NL) . . WIM
- Fenny Heemskerk . . (NL 1919) . . WGM
- Sarah Hoolt . . (NL 1988)
- Hendrica Jansen . . (NL 1856 - 1929)
- Linda Jap Tjoen San . . (NL 1977) . . WIM
- Maartje de Jonge . . (NL)
- Esther de Kleuver . . (NL 1968) . . WIM
- Marisca Kouwenhoven . . (NL 1976) . . WIM
- Tea Lanchava . . (NL) . . WGM
- Renate Limbach . . (NL 1971 - 2006) . . WIM
- Mariska de Mie . . (NL 1979)
- Käty van der Mije . . (Roemenië 1940 - 2013) . . WGM
- Bianca Muhren . . (NL 1986) . . WGM
- C.A.E. Muller-Thijm . . . (NL 1831 - 1912)
- Yvette Nagel . . (NL 1964) . . WIM
- Pauline van Nies . . (NL 1989)
- Colleen Otten . . (NL)
- Hanneke van Parreren . . (NL 1953) . . WIM
- Iozefina Păuleț . . (RO 1989) . . WGM
- Zhaoqin Peng . . (NL 1968) . . GM
- Eline Roebers . . (NL 2006) . . IM
- Catharina Roodzant . . (NL 1896 - 1999)
- Petra Schuurman . . (NL) . . FM
- Caroline Slingerland . . (NL 1972)
- Suze Splinter . . (NL 1878 - 1931)
- Erika Sziva . . (Hongarije 1967) . . WGM
- Rie Timmer . . (NL 1926 - 1994)
- Ingrid Tuk . . (NL)
- Petra Veenstra . . (NL 1986)
- Corry Vreeken . . (NL) . . HWGM
- Sylvia de Vries . . (NL 1969) . . WIM
- Arlette van Weersel . . (NL 1984) . . WIM
- Birgitta van Weersel . . (NL 1986)
- Helene Wuts . . (NL 1975) . . WFM
- Anna Zozulia . . (B 1980) . . WGM

## Externe koppelingen
- Top-100 Belgische spelers (laatste FIDE-rating)
- Top-100 Nederlandse spelers (laatste FIDE-rating)